# Jeannil Dumortier
Pour les articles homonymes, voir Dumortier.
Jeannil Dumortier, né à Attichy (Oise) le 28 juin 1911 et décédé le 18 février 1993 à Fontenay-les-Briis (Essonne), est un homme politique français.

## Biographie
Fils d'un artisan et d'une institutrice, il passe par l'ENSET avant de devenir, à partir de 1936, professeur de l'enseignement technique au Lycée de Boulogne-sur-Mer.
Militant socialiste dès sa jeunesse, membre de l'organisation des étudiants socialistes dès 1927, il est élu conseiller municipal de Saint-Martin-Boulogne sous l'étiquette SFIO en 1938.
Après avoir participé aux combats de 1939-40, il est résistant au sein du mouvement Libération-Nord, décoré de la Croix de Guerre, il est élu maire de Saint-Martin-Boulogne en 1944.
Conseiller général en 1955, il est un fidèle soutien de Guy Mollet dans la fédération socialiste du Pas-de-Calais.
Député en 1956, il est réélu en 1958 sur une ligne politique violemment anti-communiste et soutenant Charles de Gaulle et l'Algérie française. Au sein de la SFIO des années 1960, il est plutôt proche de Max Lejeune.
Il siège à l'Assemblée nationale, au sein du groupe FGDS, jusqu'en 1973.
Au sein du nouveau Parti socialiste d'Epinay, il participe au courant de Guy Mollet et Alain Savary, puis à sa survivance qui reprend le titre de "Bataille socialiste".
Opposé à l'union de la gauche, il finit par quitter le PS en 1977 pour adhérer à la Fédération des socialistes démocrates.
En 1978, il est battu aux élections législatives. Un an plus tard, il est défait aux élections cantonales par Guy Lengagne. Il disparaît de la scène politique locale après les élections municipales de 1983.